# Brahe-Platz
Der Brahe-Platz (finnisch Brahenkenttä, schwedisch Braheplan), umgangssprachlich auch (finnisch) Braku oder Brahis bzw. (finnlandschwedisch) Brahis, ist ein Sportplatz im Helsinkier Stadtteil Alppiharju. Er ist auch als „Kallio-Sportplatz“ (Kallion urheilukenttä) bzw. „Kallio-Kunsteisbahn“ (Kallion tekojäärata) bekannt, obwohl seine offizielle Adresse in der Helsinginkatu außerhalb von Kallio liegt.
Der Platz erhielt seinen Namen nach Generalgouverneur Per Brahe, genauso wie die vorher angelegte „Brahe-Straße“ (Brahenkatu/Brahegata).
Im Sommer dient der Brahe-Platz als Sportplatz mit Kunstrasen, auf dem American Football und Fußball gespielt wird. Im Winter wird eine Kunsteisbahn für Bandy und Schlittschuhlauf betrieben. Während der Wintersaison gibt es ein Café sowie einen Schlittschuhverleih und -schleifservice.
Der Brahe-Platz ist die Heim-Spielstätte der Bandy-Mannschaft von Helsingfors IFK, des American-Football-Teams Helsinki Wolverines sowie der Einwanderer-Fußballmannschaft des FC Germania Helsinki. Die überdachte Haupttribüne fasst 400 Zuschauer. Außerdem gibt es bewegliche Tribünen, um die Zuschauerkapazität bis auf 1200 Plätze erhöhen zu können. Der Platz wird von der Sportbehörde der Stadt Helsinki verwaltet.